# Pitt (jezioro)
Pitt Lake – jezioro pływowe w Kanadzie, w południowo-zachodniej Kolumbii Brytyjskiej, w dolnej części zlewni rzeki Fraser, na wysokości mniejszej niż 10 m n.p.m. Zajmuje powierzchnię ok. 51 km². Średnia głębokości wynosi 52 m. Przez jezioro przepływa rzeka Pitt, uchodząca prawobrzeżnie do Fraser. Jest drugim co do wielkości słodkowodnym jeziorem pływowym na świecie. Ze względu na typ miktyczny zaliczane jest do jezior monomiktycznych ciepłych. Zlewnia jeziora ma charakter górzysty. Wśród ryb stwierdzono występowanie m.in. nerki, łososia Clarka i pstrąga tęczowego. Pitt Lake związane jest z opowieściami o tajemniczych stworzeniach – włochatym olbrzymem i ogromnymi jaszczurkami.

## Hydrologia
Jezioro zajmuje powierzchnię ok. 51 km². Podlega ruchom pływowym. Wpływ na to mają niska wysokość bezwzględna oraz niewielka odległość od ujścia rzeki Fraser do Pacyfiku. Dzienne wahania poziomu wody wynoszą średnio 0,6 m przy niskim przepływie w rzece. Jest drugim co do wielkości słodkowodnym jeziorem pływowym na świecie. Średnia głębokość wynosi 52 m. Ze względu na typ miktyczny zaliczane jest do jezior monomiktycznych ciepłych. Ocenia się, że całkowita wymiana wody w jeziorze trwa 0,8 roku.

## Zlewnia
Zlewnia jeziora ma charakter górzysty. Wysokości bezwzględne rosną w kierunku z południa na północ. Część obszaru jest trwale pokryta lodem. Brzegi jeziora są strome. Wyjątkiem jest strona południowa, gdzie dochodzi do wypływu rzeki Pitt, z dużą mielizną o powierzchni 12 km² i usytuowanymi za nią, nisko położonymi, płaskimi użytkami rolnymi. Tak ukształtowane miejsce wypływu rzeki jest wynikiem akumulacji drobnego materiału skalnego niesionego do jeziora przez prądy pływowe. Siła docierającej w postaci przypływu wody jest większa niż połączone siły przepływu rzeki Pitt i poziomego ruchu odpływu, przez co pokłady osadów u wypływu wody z jeziora zwiększają się. Szacuje się, że południowy brzeg Pitt Lake nadbudowuje się z prędkością 1,28 m/rok.

## Klimat
Jezioro leży w strefie klimatu umiarkowanego ciepłego typu śródziemnomorskiego przybrzeżnego (Csb), z ciepłymi latami i zimnymi, wilgotnymi zimami. Położone jest w biogeoklimatycznej strefie przybrzeżnej choiny zachodniej (Coastal Western Hemlock biogeoclimatic zone – CWH). W południowej części zlewni jeziora opady wynoszą 250–350 cm/rok, na pozostałym jej obszarze powyżej 350 cm/rok.

## Ichtiofauna
Wśród stwierdzonych gatunków ryb zasiedlających jezioro są: Spirinchus thaleichthys i ciernik (Gasterosteus aculeatus) – najpospolitsze w strefie limnetycznej, okazjonalnie w tej strefie występujące Cottus asper i Prosopium williamsoni, a także: Salvelinus malma, pstrąg tęczowy (Oncorhynchus mykiss), łosoś Clarka (Oncorhynchus clarkii), Ptychocheilus oregonensis i nerka (Oncorhynchus nerka). Ważniejsze tarliska nerek zlokalizowane są w głównym nurcie Pitt River powyżej jeziora oraz w jej dopływach. Narybek pochodzi zarówno z tarlisk naturalnych, jak również z wylęgarni na cieku Corbold Creek.

## Kryptozoologia
Jezioro ma być miejscem występowania dziwnych stworzeń. W czerwcu 1965 dwóch mężczyzn – Ron i Loren Welch, zobaczyło na zamarzniętym jeziorze olbrzymią istotę (ang. Pitt Lake Giant), do której doprowadziły ich pozostawione na śniegu wielkie ślady stóp. Jeden z Welchów naszkicował ją. Olbrzym wyraźnie ich obserwował, jednak nie ruszył się ani trochę. Później wrócili tam ponownie, ale potwora już nie było. Według opisu miał 10-15 stóp wysokości (ok. 3-4,5 m). Jego ciało pokryte było włosami. Ręce zwisały aż do kolan, a dłonie miały kształt i rozmiar pióra kajakowego wiosła.
3 czerwca 1973 Warren i Sharon Scott zaobserwowali w jeziorze duże gady. Z opisu wynika, że były to podobne do jaszczurek stworzenia o długości 5-10 stóp (ok. 1,5-3 m), gładkiej skórze, z rogami z tyłu głowy i dwoma rzędami ostrych zębów (ang. Pitt Lake Lizards). Warren miał złapać trzy mniejsze egzemplarze i dostarczyć na Uniwersytet Simona Frasera w Burnaby. Nie ma jednak dowodów potwierdzających, że gady zostały przekazane placówce. Istniała hipoteza, że mogły to być salamandry gatunku Dicamptodon tenebrosus, ale płazy te dorastają tylko do ok. 30 cm. Inna z hipotez głosiła, że mogło chodzić o nieznany gatunek z rodziny waranowatych.